# Al Jahra
Pour les articles homonymes, voir Al Jahra (homonymie).
Al Jahra est une ville du Koweït, capitale du gouvernorat d'Al Jahra. Elle est située à 32 kilomètres au nord de Koweït City.
Pendant la guerre du Golfe, de nombreux blindés irakiens furent détruits près de la ville par la Coalition en février 1991 sur ce que l'on appelle la « Highway of Death ».

## Démographie
En 2009, la population était de 24 281 habitants.